# Drynaria propinqua
Drynaria propinqua là một loài thực vật có mạch trong họ Polypodiaceae. Loài này được (Wall. ex Mett.) Bedd. miêu tả khoa học đầu tiên năm 1866.